# Chiesa di Sant'Anna (Boscotrecase)
La chiesa parrocchiale di Sant'Anna è la chiesa patronale del comune di Boscotrecase ed è sita nella piazza omonima.

## Storia
Si hanno notizie di un piccolo oratorio festivo dedicato alla Natività della Beata Vergine Maria (che dal 1783 prese il nome di congrega dell'Immacolata Concezione) sin dal 1628. Il 29 aprile del 1668 l'Università di Boscotrecase chiede alla Curia Arcivescovile di Napoli la costruzione di 3 nuove chiese: quella di Sant'Anna, quella dell'Ave Gratia Plena e dello Spirito Santo nel quartiere Terra Vecchia (oggi Torre Annunziata). La richiesta fu accolta positivamente dal cardinale Innico Caracciolo in quanto anch'egli s'era reso conto che la chiesa di Santa Maria delle Grazie in Trecase era ormai troppo piccola per ospitare la popolazione boschese in forte aumento. La chiesa venne ingrandita e abbellita fino ad assumere le attuali condizioni nel 1730. 

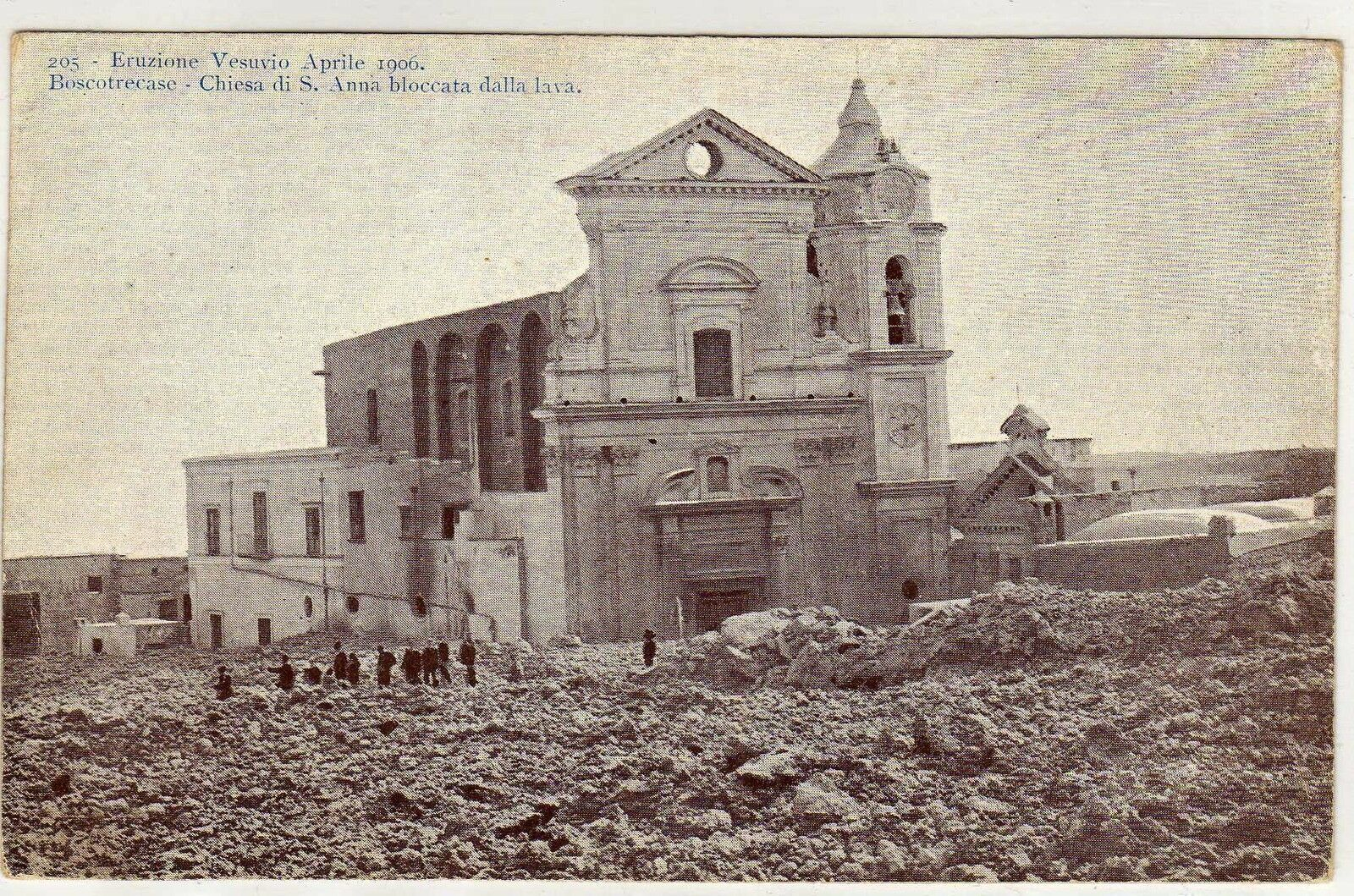
La chiesa bloccata dalla lava del Vesuvio nel 1906

È possibile capirlo dagli scritti delle Sante Visite del cardinale Francesco Pignatelli che nel 1733 visitò la chiesa informandoci della presenza di una tela di Sant'Anna con i santi Gennaro e Ignazio di Loyola e una statua della stessa. Sicuramente il cardinale Pignatelli si riferiva alla pala e alla statua che ancora oggi possiamo ammirare in chiesa.
Leggenda vuole che la santa si sia presentata allo studio dello scultore in qualità di modello promessogli dal parroco della chiesa il quale, recatosi da lui alcuni giorni dopo, notò con stupore che la statua era già stata scolpita. Risalgono invece al 1865 gli altari delle cappelle laterali. Ne è testimonianza una lapide nella seconda cappella sinistra che ricorda la costruzione di questi ultimi per volere di Aniello Matrone, che, insieme ad altri facoltosi fedeli, promosse l'abbellimento dell'edificio. La lava dell'eruzione del Vesuvio del 1906 circondò la chiesa invadendone l'intera cripta. Venne fortemente danneggiato il portale d'ingresso e il vestibolo. A seguito di questo evento, nel 1921, venne ricostruita la cantoria e vi venne collocato un organo a canne della ditta Rotelli di Cremona. Nel 1930 invece fu rifatto il portale e venne restaurata la facciata modificandone leggermente i più complessi artifici barocchi.

## Descrizione

### Esterno
Particolarità dell'edificio è quella di essere esposto verso nord (di conseguenza verso il Vesuvio) invece di esserlo verso sud come la maggior parte dei luoghi di culto meridionali del tempo. Questo, probabilmente, si deve al fatto che i cittadini boschesi volevano che Sant'Anna offrisse loro protezione dai pericoli del vulcano. La facciata si divide in due ordini. In basso la parete è divisa da quattro lesene, sormontate da capitelli dorici, le quali inquadrano il portale formato da due massicce colonne in muratura reggenti un timpano spezzato con in mezzo un altorilievo ovale rappresentante Sant'Anna. Immediatamente sotto una lapide che reca la seguente scritta: SACRUM HOC D. ANNAE DEIPARAE VIRGINIS MATRI
RELIGIOSI CIVES
PATRONAE SUAE BENEMERENTISSIME
QUOD EOS A TERREMOTIBUS INCENDIIS VESUVII
CAETERISUE CALAMITATIBUS SAEPIUS VINDICAVIT
TANTORUM BENEFICIORUM MEMORES
AERE COMMUNI POSUERUNT AN. MDCCLXXX
MOX AN. MDCCCIX FRONTEM HANC IN ELEGANTIOREM FORMA
REDIGANDAM CURARUNT
questo tempio sacro a Sant'Anna madre della Vergine Madre di Dio i pii cittadini alla loro patrona benemerentissima poiché ai terremoti agli incendi del Vesuvio e alle altre calamità più di una volta li sottrasse a spese comuni posero nell'anno 1780 * poco dopo nell'anno 1809 questa facciata in forma più elegante provvidero che fosse rifatta.
La lapide venne rimossa nei lavori di restauro del 1930 e in seguito ricollocata nell'ambito dei lavori di restauro del 2009.
La parte superiore è invece scandita da due lesene con capitelli ionici che inquadrano una vetrata timpanata a sesto ribassato. A terminare la struttura è un timpano con un'apertura circolare nel mezzo. Adiacente all'edificio è il campanile dello stile della facciata. Nel primo ordine v'è un orologio a numeri romani. Il secondo invece ospita la cella campanaria in cui sono presenti 4 campane in bronzo. Quella posta davanti venne acquistata per 210 Carlini d'argento nel 1740 dalla chiesa decadente del SS. Salvatore a Pompei. La più grande posta al centro proviene invece dall'insieme di campane costruite per il campanile del santuario della Beata Vergine del Rosario di Pompei. Una cupola a bulbo chiude la torre campanaria.

### Interno

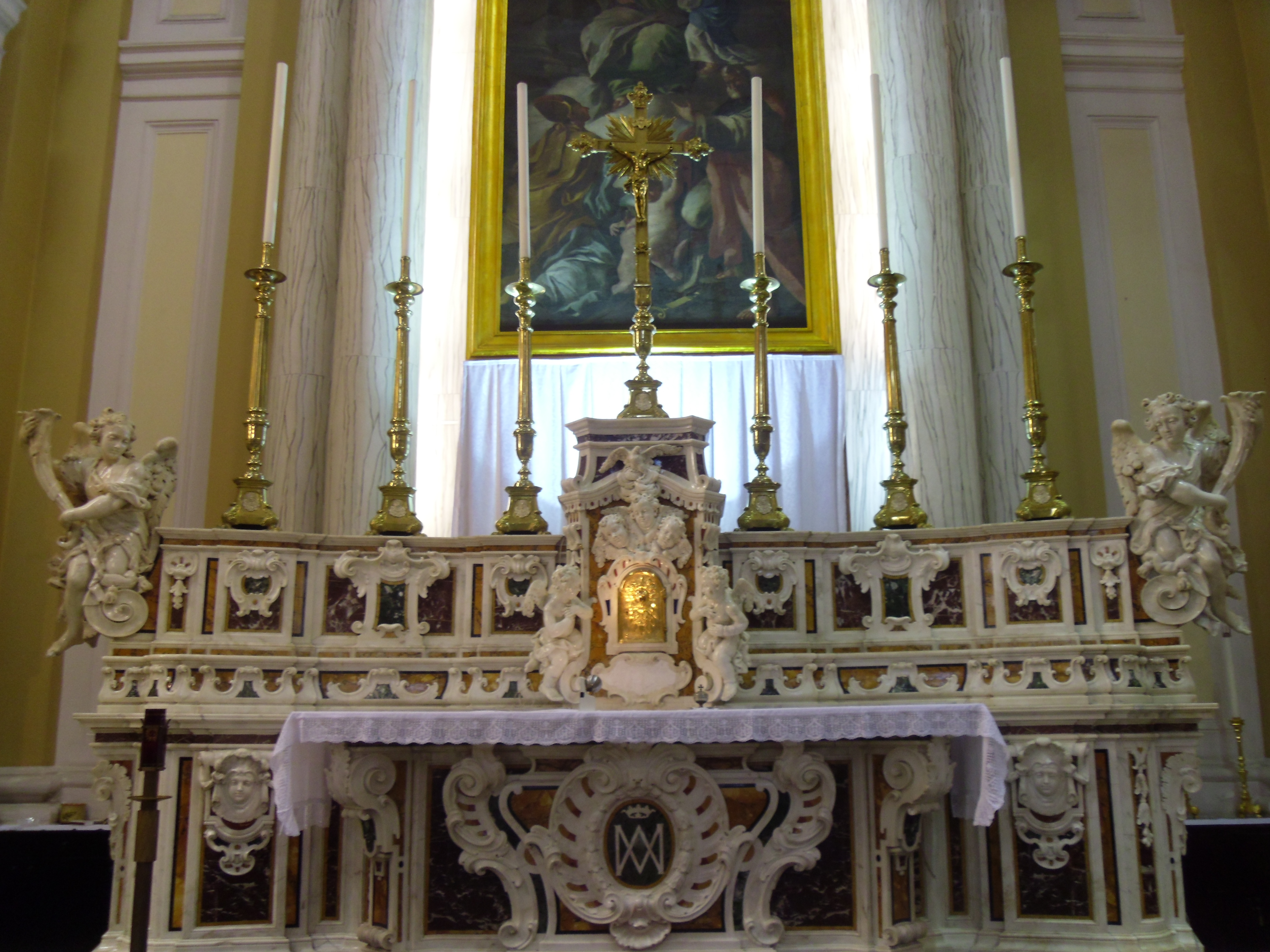
L'altare maggiore (XVIII secolo)

Dal gusto tardo barocco, l'edificio, a pianta longitudinale, si presenta ad unica navata.
Lungo il lato destro v'è la prima cappella con l'edicola contenente la statua settecentesca dell'Assunta, la seconda invece ospita una tela della Madonna delle Grazie con i santi Vito, Agnello, Antonio da Padova, Rocco e Lucia. Ai lati della tela due edicole di San Giuseppe e Santa Rita.
Il transetto ospita sul lato destro l'altare della Madonna Addolorata e del Cuore di Gesù su quello sinistro.
Senz'altro uno dei più belli dell'area vesuviana, l'altare maggiore è in pieno stile barocco con un fitto intreccio di tarsie di marmo policromo. Due putti alati reggenti una cornucopia sono posti alle estremità dell'impianto marmoreo, altri due più piccoli circondano la custodia. Un crocifisso e sei candelabri in ottone dorato lo arricchiscono. Alle spalle v'è la tela seicentesca di Sant'Anna incorniciata da due grandi colonne corinzie in finto marmo sovrastate da un timpano spezzato che reca la scritta ALTARE PRIVILEGIATUM. Dello stesso stile era la balaustra che recintava l'altare,  rimossa negli anni settanta. Il presbiterio ospita inoltre la statua lignea di Sant'Anna che venne così descritta da Matilde Serao: Questa statua deve esser assai antica: un volto scarno, dai capelli bianchi, un volto chino e pensoso di donna già vecchia, che si piega verso il viso giovane e fresco di una fanciulletta. Alla sinistra dell'altare v'è la tomba marmorea di mons. Giuseppe Izzo. Questi, nato a Boscotrecase, fu parroco della chiesa e venne nominato vescovo di Cava e Sarno. Morì il 14 gennaio del 1914.
Sul lato sinistro le due cappelle si scandiscono parallelamente a quelle del destro. Esse ospitano rispettivamente un'edicola con la Madonna del Carmine con vestiti ricamati in oro e una tela raffigurante la deposizione ai cui lati sono presenti altre due edicole di San Luigi e Santa Teresa. L'edificio è coperto da una volta a botte arricchita con bassorilievi di forme geometriche in stucco e una cupola che sovrasta il transetto sui cui pennacchi sono raffigurati i quattro evangelisti e al centro Dio in gloria.